# Batteriedeck

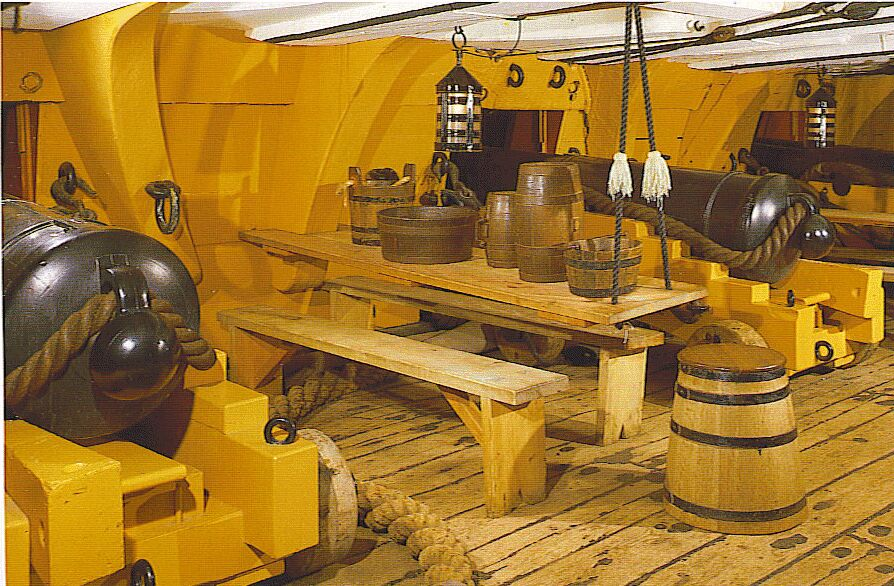
Batteriedeck der Victory

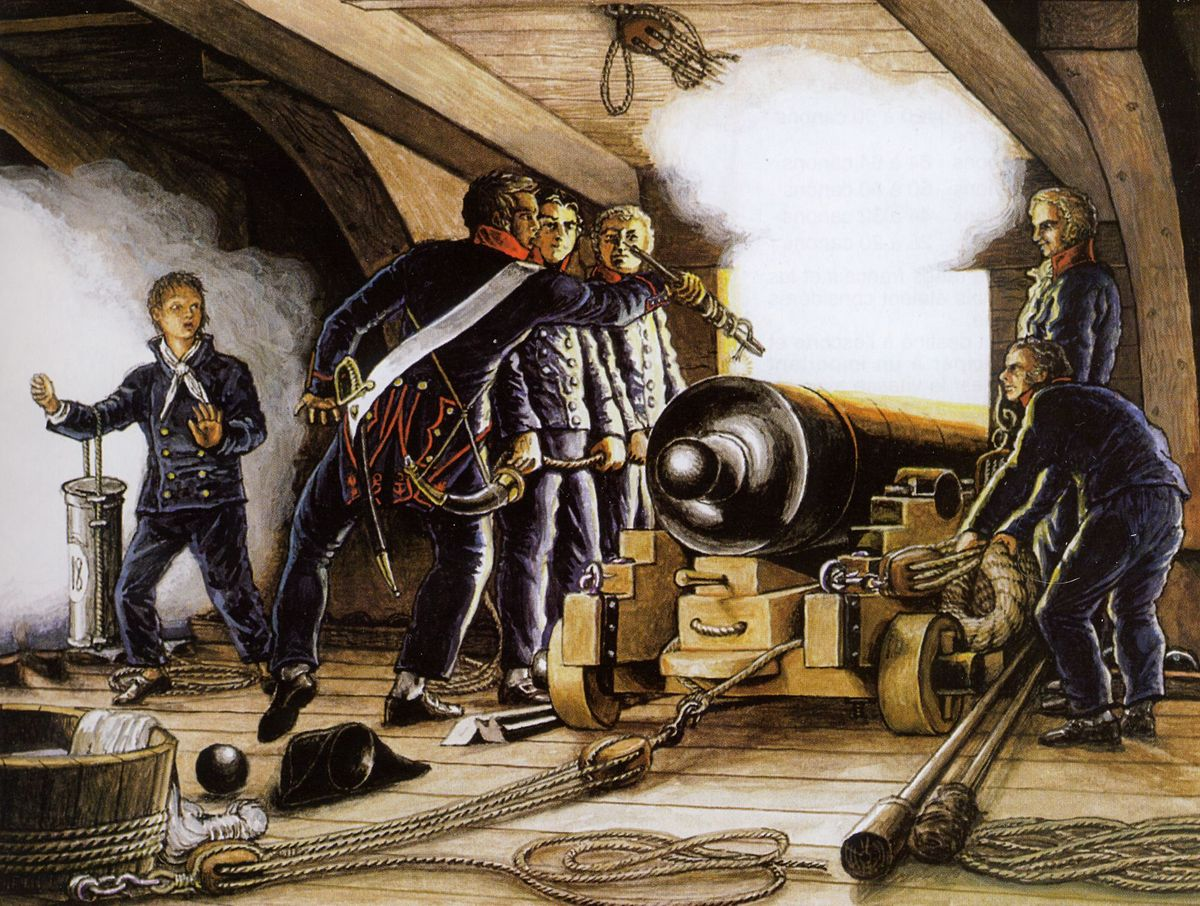
Abfeuern eines Geschützes auf dem Batteriedeck eines Linienschiffs; ganz links der Pulveraffe

Als Batteriedeck bezeichnet man bei alten Kriegsschiffen ein Deck, auf dem Kanonen aufgestellt wurden.

## Beschreibung und historische Entwicklung
In der Zeit der Segelschiffe verwendete man Vorderlader-Kanonen in großer Zahl, die durch als Stückpforten bezeichnete Öffnungen in der Bordwand zur Seite feuern konnten. In den ersten bewaffneten Schiffen stellte man Kanonen nur auf dem Hauptdeck auf. Doch schon bald erhöhte man die Zahl der Kanonen beträchtlich, die dann auf weiteren zusätzlichen Decks unter dem Hauptdeck, den Batteriedecks, ihren Platz fanden.
Es wurden nur die vollständig durchgehenden Batteriedecks gezählt, Achter-, Back- und Hüttendeck wurden nicht als "Batteriedecks" mitgezählt, da hier die Kanonen nicht entlang der gesamten Breitseite aufgestellt waren. Ausnahmen waren hier die sogenannten Spardecks, die auf einigen Fregatten und später auch auf Linienschiffen eingeführt wurden und Achter- und Backdeck im Bereich der Kuhl (dem mittleren Bereich des Oberdecks) verbanden und somit ein weiteres durchgehendes Deck schufen. Diese wurden bei den Linienschiffen als Deck mitgerechnet, bei Fregatten jedoch nicht.
Beispiele hierfür sind:
- Constitution Fregatte (USA)
- Santísima Trinidad Vierdecker-Linienschiff (Spanien)

Bei der Entwicklung der Fregatte zu Beginn des 18. Jahrhunderts wurden die ersten Fregatten auch mit zwei Batteriedecks ausgestattet, das untere aber zumeist nur mit 2 bis 4 Kanonen bewaffnet. Bei den späteren Fregatten wurde dieses Deck zum Berthdeck. Weder das zuvor bewaffnete noch das später unbewaffnete Deck wurden mitgezählt, obwohl sie vollständige und durchgehende Decks waren.
Die größten Segelkriegsschiffe hatten drei durchgehende Batteriedecks (Dreidecker) mit insgesamt bis zu 120 Kanonen. Ein noch heute erhaltenes Schiff dieser Art ist Admiral Nelsons Victory. Wesentlich seltener waren die Vierdecker mit bis zu 136 Kanonen; bei diesen Schiffen wurde ein Spardeck eingezogen, hinsichtlich der Rumpfkonstruktion waren sie aber Dreidecker.
Mit der Weiterentwicklung der Schiffsartillerie Ende des 19. Jahrhunderts wurden die Kanonen nicht mehr in Breitseiten aufgestellt und die Anzahl der Batteriedecks verlor ihre Bedeutung, bis diese Betrachtungs- und Konstruktionsweise eines Kriegsschiffes gänzlich aufgegeben wurde.